# USS Osprey (AM-29)
USS Osprey (AM-29) – trałowiec typu Lapwing służący w United States Navy w okresie I wojny światowej i II wojny światowej.
Stępkę okrętu położono 14 listopada 1917 w stoczni Gas, Engine & Power Co. and Charles L. Seabury w Morris Heights. Zwodowano go 14 listopada 1918, matką chrzestną była J. J. Amory. Jednostka weszła do służby 7 stycznia 1919, pierwszym dowódcą został Lt. Murray Wolffe.
Oczyszczał morza z min z okresu I wojny światowej, później był jednostką pomocniczą. Brał udział w działaniach II wojny światowej.